# Weberella verrucosa
Weberella verrucosa är en svampdjursart som beskrevs av Jean Vacelet 1960. Weberella verrucosa ingår i släktet Weberella och familjen Polymastiidae. Inga underarter finns listade i Catalogue of Life.